# HD38573
HD38573 є хімічно пекулярною зорею спектрального класу
A й має видиму зоряну величину в смузі V приблизно  7,5.